# Anatoly Vaisser
Anatoly Vaisser (Almaty, 5 maart 1949) is een Franse schaker van Russische origine. Hij is sinds 1985 grootmeester (GM).
Sinds 1971, toen hij voor de eerste keer de halve finale van het kampioenschap van de Sovjet-Unie bereikte, behoorde tot sterkere Sovjet-schakers. In 1977 kwalificeerde hij zich voor de finale van het kampioenschap van de Sovjet-Unie. In 1982 werd hij Internationaal Meester (IM). Hij was in 1982 kampioen van Rusland. In 1983, werd hij op het Tsjigorin Memorial gehouden in Sotsji gedeeld eerste met Jevgeni Svesjnikov, met 9 pt. uit 15. In 1985 werd hij grootmeester. Op het Berliner Sommer toernooi van 1988 werd hij gedeeld eerste met Bogdan Lalic en Joeri Balasjov.
Na het uiteenvallen van de Sovjet-Unie emigreerde hij naar Frankrijk. Hij speelt sinds 1991 voor Frankrijk, hoewel hij pas in 1996 de Franse nationaliteit kreeg. Hij werd in 1997 kampioen van Frankrijk en tweede in 1996 en 2001.
In 2010 won Vaisser in Arco het 20e Wereldkampioenschap schaken voor senioren en in 2013 won hij in Opatija het 23e kampioenschap. In 2014 in Katerini en 2016 in Mariënbad won hij het Wereldkampioenschap schaken voor senioren in de leeftijdscategorie 65+.
Vaisser staat bekend als een aanvallende speler. Over een van zijn specialiteiten, de vierpionnen-aanval in de Konings-Indische verdediging schreef hij een boek.

## Nationale teams
Anatoly Vaisser speelde twee keer voor Frankrijk in de Schaakolympiade, in 1998 in Elista en in 2002 in Bled. Ook was hij onderdeel van het Franse nationale team bij het EK landenteams in 1997

## Schaakverenigingen
Sinds 2019 speelt hij voor de Franse club Asnières - Le Grand Echiquier, daarvoor speelde hij sinds 2006 voor Club de Echiquier Niçois, in seizoen 2006/07 voor Club de La Tour Sarrazine Antibes en van 2007 tot 2016 voor Cercle d’Echecs de Strasbourg. In de jaren 90 speelde Vaisser voor Lyon-Oyonnax, waarmee hij in 1993 en 1994 de European Club Cup won.

In 1988 werd Vaisser met de Schaakclub van Novosibirsk kampioen van de Sovjet-Unie, in 1990 nam hij met deze club deel aan de European Club Cup. In de Spaanse competitie speelde hij in 1996 voor CA La Caja de Canarias. In Duitsland speelt Vaisser sinds 2018 voor Düsseldorfer SK 1914/25, o.a. in seizoen 2018/19 in de eerste klasse.

## Boek
- Anatoli Vaisser: Beating the King's Indian and Benoni, Batsford, London 2003 (Neuauflage) ISBN 071348022X.

## Externe koppelingen
- (en)   Informatie over schaakpartijen van Anatoly Vaisser op ChessGames.com
- (en)   Informatie over schaakpartijen van Anatoly Vaisser op 365chess.com
- (en)  FIDE-ratinggegevens voor Anatoly Vaisser